# 421
| 421                |
| ------------------ |
| Dødsfald - Fødsler |
|                    |

| Gregoriansk kalender | 421 CDXXI               |
| Ab urbe condita      | 1174                    |
| Armensk kalender     | I/T                     |
| Kinesiske kalender   | 3117 – 3118 庚申 – 辛酉 |
| Etiopisk kalender    | 413 – 414               |
| Jødisk kalender      | 4181 – 4182             |
| Hindukalendere       |                         |
| - Vikram Samvat      | 476 – 477               |
| - Shaka Samvat       | 343 – 344               |
| - Kali Yuga          | 3522 – 3523             |
| Iransk kalender      | 201 BP – 200 BP         |
| Islamisk kalender    | 207 BH – 206 BH         |

## Begivenheder

### Asien
- Det østromerske rige kom i krig med Persien. Krigen blev kort og ændrede ikke noget i magtforholdet. Kilderne mener, at konflikten skyldtes forfølgelser af kristne, iværksat på ordre af den nye persiske konge, Bahram 5.
- I det sydkinesiske Liu Song rige blev den afsatte kejser Di myrdet på ordre af den nye, kejser Wu.
- I det nordlige Kina blev de sidste rester af det Vestlige Liang (et af "De 16 kongeriger") erobret af det Nordlige Liang.

### Europa
- Årets romerske consuler var i vest den tidligere prætorianske præfekt (over Gallien) Agricola og i øst Eustatius, der var præfekt over det østlige præfektur.
- 8. februar - Constantius fik titlen augustus og blev dermed medkejser til Honorius i det Vestromerske rige. Constantius havde i flere år i praksis regeret over landet.
- 7. juni – Kejser Theodosius II giftede sig med Aelia Eudocia. Brylluppet fejredes i Konstantinopel med hestevæddeløb i byens Hippodrom.
- 2. september - Constantius døde efter kort tids sygdom.

## Dødsfald
- 2. september – Constantius, nykåret medkejser af det Vestromerske rige.
- Li Xun, den sidste kejser af det Vestlige Liang. Begik selvmord, da hans residensby Dunhuang blev erobret.